# Centaurea esguevana
Centaurea esguevana là một loài thực vật có hoa trong họ Cúc. Loài này được Fern.Alonso & Fern.Casas mô tả khoa học đầu tiên năm 1993.